# Breyten
Breyten is een dorp met 14.500 inwoners, in Mpumalanga (Zuid-Afrika), gelegen tussen Carolina en Ermelo, aan de voet van de Klipstapel, het hoogste punt op de waterscheiding tussen het westwaarts vloeiende Vaalrivierstelsel en de oostwaarts vloeiende Olifants- en Komatirivierstelsels. 
Breyten ontstond oorspronkelijk uit de plaats Bothasrus en ontwikkelde zo verder. Bothasrus werd aan Lukas Potgieter gegeven als vergoeding voor het verlies van een been tijdens de Eerste Boerenoorlog. Lukas Potgieter heeft die plaats later aan de veldheer Nicolaas Breytenbach verkocht, die het dorpje stichtte en naar zichzelf noemde.

## Subplaatsen
Het nationaal instituut voor de statistiek, Stats SA, deelt sinds de census 2011 deze hoofdplaats in in 5 zogenaamde subplaatsen (sub place), waarvan de grootste zijn:
Breyten SP • KwaZanele.